# Liebenstein (Bad Kötzting)
Liebenstein ist ein Ortsteil von Bad Kötzting im Oberpfälzer Landkreis Cham, der bis 1977 eine selbstständige Gemeinde bildete.

## Lage
Das Dorf liegt im Bayerischen Wald, fünf Kilometer nördlich von Bad Kötzting.

## Geschichte
Die Burg Liebenstein wurde vermutlich um 1150 von der diepoldingischen Ministerialenfamilie von Liebenstein, von denen hier ein Kuno und Rubert von Liebenstein zwischen 1170 und 1200 nachweisbar sind, erbaut. 1204 ging die Burg mit dem diepoldingischen Erbe an die Wittelsbacher. Aber erst 1320 ist ein H. Sattelboger von Liebenstein als Lehensinhaber nachweisbar.
1381 wurde die Burg wegen Raubüberfällen mit der Offenhauserklärung durch Heinrich und Albrecht Sattelboger gegenüber Herzog Albrecht I. von Niederbayern-Straubing-Holland eingezogen und kam danach an die Chamerauer und Donnersteiner.
1452 wurde die in den Hussitenkriegen zerstörte Burg dem Viechtacher Richter Stefan Winkler verschrieben und wieder aufgebaut. Ab 1483 wechselte die Burg mehrfach die Besitzer. 1518 kaufte Heinrich VI. Nothafft zu Wernberg auf Runding die Burg, die vermutlich bald nach dem Kauf aufgegeben wurde und als Steinbruch diente.
Die Orte Liebenstein, Ramsried, Ammermühle und Bachmeierholz waren Teil der Hofmark Liebenstein und gehörten damit bereits ab dem Ankauf durch die Nothafft 1518 zur Herrschaft Runding. Ein Patrimonialgericht der Nothafft bestand bis 1830.
Die 1818 mit dem Bayerischen Gemeindeedikt gebildete und bis zur Gemeindegebietsreform der 1970er bestehende Gemeinde Liebenstein gehörte zum niederbayerischen Landkreis Kötzting. Sie bestand aus folgenden Ortsteilen:
- Liebenstein
- Ammermühle
- Bachmaierholz
- Niesassen
- Ramsried
- Ried

Due Schule und das Feuerwehrhaus befanden sich in Ramsried.
Am 1. Oktober 1977 wurde sie in die Gemeinde Kötzting eingegliedert.